# Leo Smith

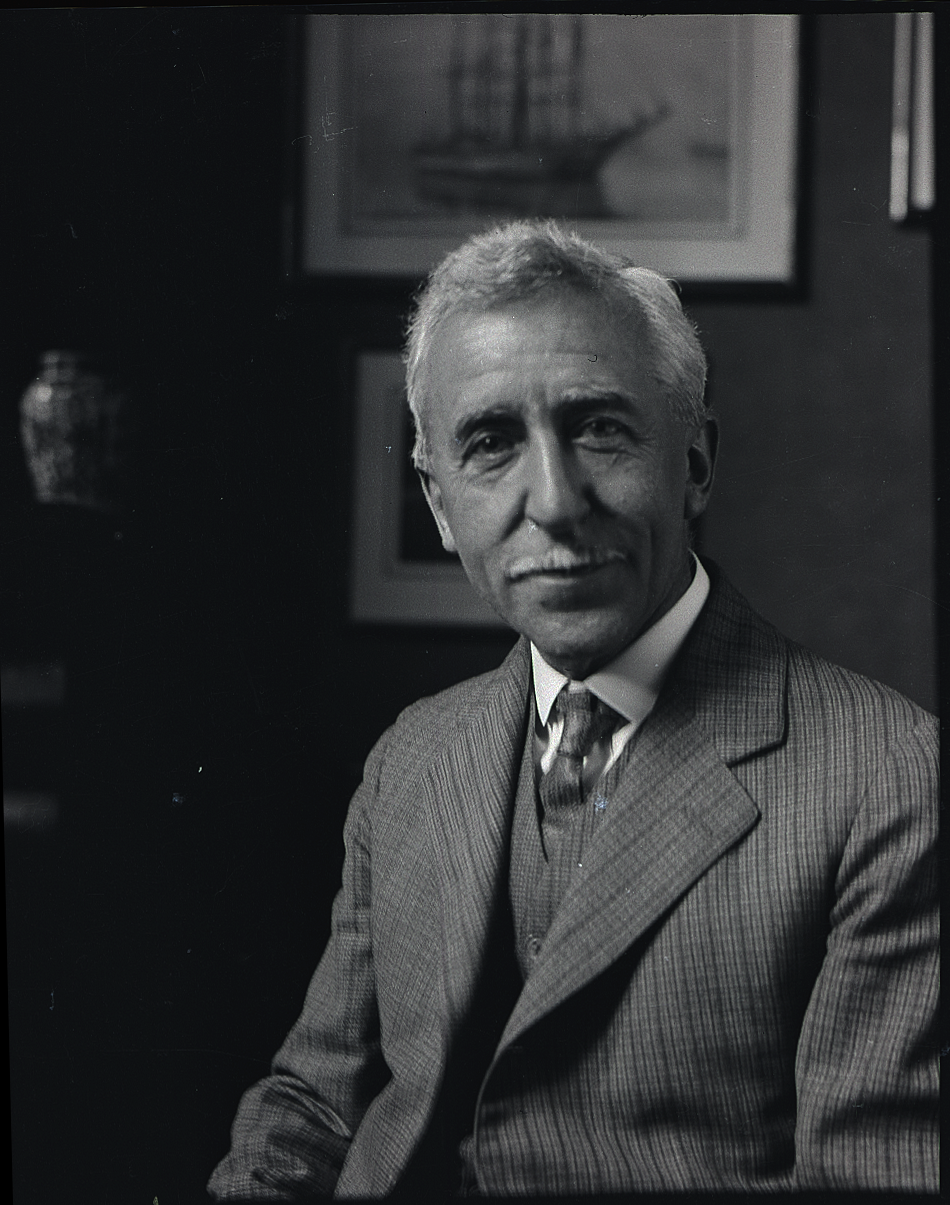
Joseph Leopold (Lee) Smith, 1932

Leo Smith (Joseph Leopold Smith; * 26. November 1881 in Birmingham/England; † 18. April 1952 in Toronto) war ein kanadischer Komponist, Cellist und Musikpädagoge.

## Leben
Smith hatte als Kind Cellounterricht bei W. H. Priestley in Birmingham und Carl Fuchs in Manchester. Im Alter von acht Jahren spielte er ein Solokonzert in der Birmingham Town Hall. Er studierte am Manchester College of Music und bei Henry Hiles an der Manchester University.
Daneben spielte er in verschiedenen kammermusikalischen Ensembles, war Cellist im Hallé Orchestra (unter Hans Richter) und fünf Jahre im Orchester des Royal Opera House in Covent Garden, wo er u. a. Frederick Delius, Edward Elgar, Claude Debussy und Béla Bartók als Dirigenten kennenlernte. Ein Symphonic Movement in E Minor aus dieser Zeit ist verloren gegangen, außerdem entstanden Lieder u. a. nach Texten seines Bruders Arnold Smith.
1910 wanderte Smith nach Kanada aus. Er wurde Mitglied und ab 1932 erster Cellist des Toronto Symphony Orchestra; ab 1938 war er auch erster Cellist des Toronto Philharmonic Orchestra. Am Toronto Conservatory of Music unterrichtete er ab 1911 Musiktheorie, Komposition, Musikgeschichte und Cello. Er spielte im Conservatory Trio und von 1929 bis 1942 im Conservatory String Quartet und war Cellist des Toronto String Quartet und des Academy String Quartet. Von 1918 bis 1935 war er Herausgeber der Conservatory Quarterly Review, für die er zahlreiche Artikel selbst schrieb.
1927 wurde Smith Dozent, 1937 Professor an der Musikfakultät der University of Toronto. Zu seinen Schülern zählten u. a. Marcus Adeney, Louis Applebaum, John Beckwith, Keith Bissell, Howard Brown, Kenneth Peacock, Margaret Sargent und Bertha Tamblyn. Nach seiner Emeritierung schrieb er bis zu seinem Tod Musikkritiken für die Zeitschrift Globe and Mail. Die Manuskripte und Schriften Smith sind im Besitz der National Library of Canada, die 1981 eine Ausstellung und ein Konzert zum Gedenken an den Komponisten veranstaltete.

## Werke

### Orchesterwerke
- An Ancient Song
- Divertissement in Waltz Time
- Elegy for Small Orchestra
- Little Pretty Nightingale
- Occasion for Strings
- A Summer Idyll für Klarinette und Streichorchester

### Kammermusik
- Celtic Trio für Klaviertrio
- Four Pieces from The Book of Irish Country Songs für Cello und Klavier
- Four Pieces in an Old English Style für Cello und Klavier
- A Horse Race Ballad für Violine, Cello und Harfe
- Old London Street Cries für zwei Sänger, Cello und Klavier
- Quartet in D, Streichquartett
- Shakespearean Music
- Sonata in E Minor für Cello und Klavier
- Three Ravens für Klaviertrio
- Trio für Violine, Gambe und Cembalo
- Tambourin, Volkslied für Violine und Klavier
- Trochaios, Volkslied für Violine und Klavier
- Dans Paris y a une brune, Volksliedarrangement für Streichquartett
- J'ai cueilli la belle rose, Volksliedarrangement für Streichquartett
- The Passionate Shepherd für Stimme, Cello und Klavier
- Her Reply, für Stimme, Cello und Klavier
- Spring's Welcome, für Stimme, Cello und Klavier
- Little Peggy Ramsay, für Stimme, Cello und Klavier
- Father O'Flynn für Cello und Klavier
- Indian Romance für Cello und Klavier
- Suite for Piano
- Three Pieces for Piano
- Concertina für Klavier

### Vokalwerke
- Five Songs, 1912
- Four Songs, 1914
- Beloved and Blest für Männerchor, 1914
- Night für Männerchor, 1914
- On Dante's Track für Männerchor, 1914
- Christmas Bells, 1916
- To One in Paradise, 1924
- Fresh from the Dewy Hill für Frauenchor, 1929
- We Are the Music Makers für Frauenchor, 1930
- Three Songs, 1930
- Songs of Experience, 1941

## Schriften
- Musical Rudiments (Boston 1920)
- Music of the 17th and 18th Centuries (Toronto 1931)
- Elementary Part-Writing (Oakville, Ontario, 1939),